# Wendell Phillips (Politiker)

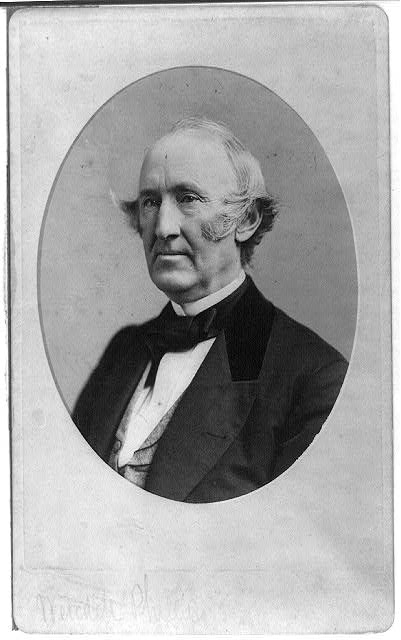
Wendell Phillips

Wendell Phillips (* 29. November 1811 in Boston, Massachusetts; † 2. Februar 1884 ebenda) war ein US-amerikanischer Abolitionist und Politiker.
Wendell Phillips war neben William Lloyd Garrison einer der wichtigsten Abolitionisten (Gegner der Sklaverei) in Neuengland und kämpfte als einer der größten Redner der Nordstaaten für die Abschaffung der Sklaverei in den Vereinigten Staaten.
1831 absolvierte er die Harvard University. Er erreichte 1833 einen Jura-Abschluss an der Harvard Law School und eröffnete 1834 eine Anwaltskanzlei in Boston. Ab 1836 widmete sich Phillips dem Kampf gegen die Sklaverei und arbeitete als Autor für die 1831 von William Lloyd Garrison gegründete Zeitung „Liberator“. Phillips war Mitbegründer der American Anti-Slavery Society.
Phillips setzte sich nach dem Amerikanischen Bürgerkrieg für das Frauenwahlrecht und die Abschaffung der Todesstrafe ein. 1870 trat er bei der Gouverneurswahl in Massachusetts als Kandidat der kurzlebigen Labor Reform Party an. Mit 14,6 Prozent der Stimmen belegte er den dritten Platz hinter dem siegreichen Republikaner William Claflin und dem Demokraten John Quincy Adams II. Er kandidierte 1877 erneut für dieses Amt, diesmal für die Greenback Party, erzielte aber kein signifikantes Ergebnis.
Sein Vater war der erste Bürgermeister der Stadt Boston, John Phillips.

## Zitate von Wendell Phillips
- Religionsunterschiede erzeugen mehr Streit als politische Parteiunterschiede.
- Um so gut wie unsere Väter zu sein müssen wir besser sein, Imitation ist keine Form der Nachfolge.